# Olympique Club de Safi
Pour les articles homonymes, voir OCS.
 (novembre 2022).
Si vous disposez d'ouvrages ou d'articles de référence ou si vous connaissez des sites web de qualité traitant du thème abordé ici, merci de compléter l'article en donnant les références utiles à sa vérifiabilité et en les liant à la section « Notes et références ».
Maillots
Actualités
L'Olympique Club de Safi (en arabe : نادي أولمبيك أسفي), Union Sportive de Safi anciennement, plus couramment abrégé en OCS, est un club marocain omnisports dont sa section de football est la plus performante, fondé en 1918, exactement le 2 mars, et basé dans la ville de Safi.
Détenteur des deux éditions de la Coupe du Maroc, en 1949/50 et en 2023/24, le club évolue actuellement en Botola Pro1 depuis la saison 2004/05.

## Histoire
Début
L'Olympique Club de Safi est l'un des plus anciens clubs marocains, puisqu'il est créé en 1921 au Maroc à l'époque du protectorat, à un moment où le football était encore nouveau au Maroc. Fondé par des étrangers, le club portait alors le nom de l'Union Sportive de Safi (USS) (إتحاد آسفي الرياضي). Il avait l'habitude de joué en Division Honneur.
Lors de la saison 1933/1934, le club a fait sa montée en division Pré-Honneur grâce aux efforts de son entraîneur Père Jégo qui a fait l'exploit pour l'USS la saison suivante (1934/1935) où le club a fait son entrée en division d'honneur.
La Coupe du Maroc 1950
C'est au 4 juin 1950 que l'US Safi arrive à gagner le plus important titre de son histoire, en remportent la coupe du Maroc, devant l'US Petitjean sur le score de 2 buts à 1, le but de la victoire était marqué par Bdardine dans la prolongation. Voici le onze historique de l'USS qui a joué la finale : le gardien Abbès, dans la défense Pérez et M'hamed et Durand, au milieu Moulay Tahar et Amate et Benlarbi, en attaque : Layachi et Bl Ouaffi et Bdardine et Habib.
Après cette réussite, le club n'a pas peut gardé son titre et perd la finale de la Coupe du Maroc de l'édition 1951 face à l'équipe du Stade Marocain.
Après l'indépendance
Après l'indépendance du pays, l’U.S.S. a joué pour une saison dans la division d’élite marocaine, 1956/1957, avant de caracoler en seconde division pour de très longues décennies.
Au milieu des années 1980, le club intègre le giron du grand acteur économique de la région, l’OCP (secteur des phosphates), et c'est de ce fut que le portera dorénavant le label Olympique qu’elle a gardé depuis après avoir changer le nom du club en devenant l'Olympique Club de Safi, exactement en 1986.
Il a fallut attendre jusqu'à la saison 2003/2004 de la Botola (Division 2) pour revoir l'OCS champion de la seconde division pour faire son retour officiellement en élite.

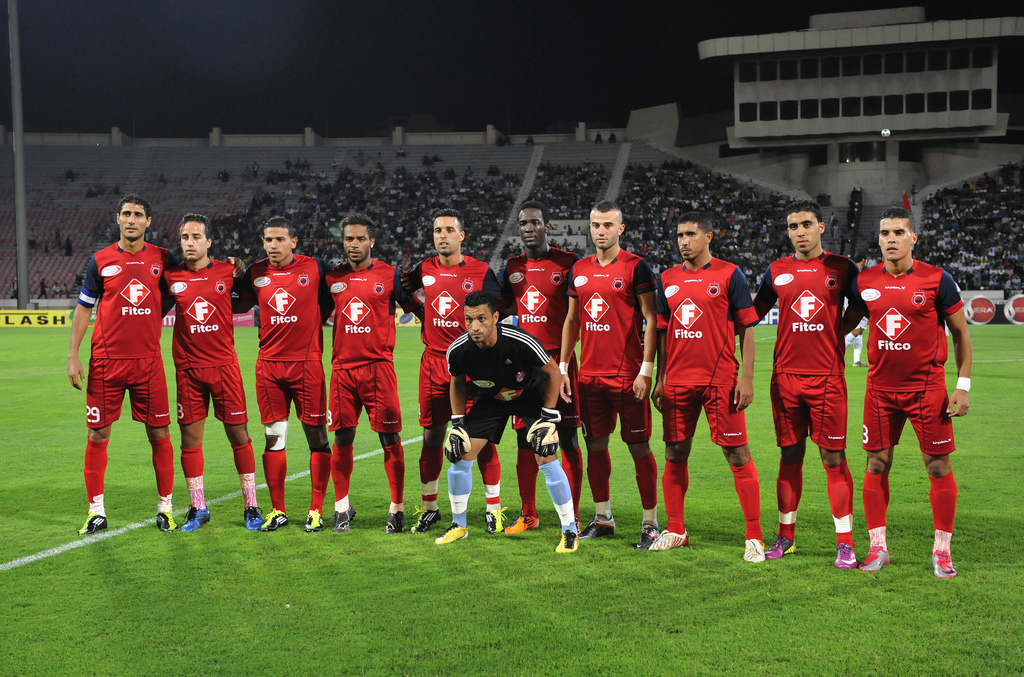
Équipe de l'OCS saison 2011-2012

En 2013, le club atteint la demi-finale de la Coupe du Maroc, avant qu'il atteint la finale en  2016 (pour la 3e fois de son histoire) en éliminant le DHJ, mais il la perd contre le MAS de Fès. Ainsi qu'en 2018 il atteint la demi-finale, rencontre perdue contre le Wydad AC.
Coupe du Maroc 2024
Il a fallut donc attendre jusq'à 29 juin 2025 pour revoir l'OCS au podium, 75 ans d'absence et de patience pour être le détenteur de la coupe du Trône après avoir battut la RS Berkane au match de la rencontre finale jouée à Fès.

### Parcours internationale
Coupe d'Afrique du Nord
Le club de Safi avait participé aux éliminatoires de toutes les éditions disputés en Coupe d'Afrique du Nord depuis sa création, dont il a fait des beaux résultats plusieurs fois :
- édition 1930/31 : Les éliminatoires locales
- édition 1931/32 : Les éliminatoires locales (1er tour)
- édition 1932/33 : Les éliminatoires locales
- édition 1933/34 : Les éliminatoires locales
- édition 1934/35 : Les éliminatoires locales
- édition 1935/36 : Les éliminatoires locales (2e tour)
- édition 1936/37 : Les éliminatoires locales
- édition 1937/38 : Les éliminatoires locales
- édition 1938/39 : Les éliminatoires locales (3e tour)
- édition 1939/40 : Non jouée (à cause de la Seconde Guerre mondiale)
- édition 1940/41 : Les éliminatoires locales (1er tour)
- édition 1941/42 : Les éliminatoires locales
- édition 1942/43 : Les éliminatoires locales
- éditions 1944, 1945 et 1946 : Non jouées (à cause de la Seconde Guerre mondiale)
- édition 1946/47 : Les éliminatoires locales (2e tour)
- édition 1947/48 : Les éliminatoires locales
- édition 1948/49 : Quarts de finale
- édition 1949/50 : Les éliminatoires locales (3e tour)
- édition 1950/51 : 16e de finale
- édition 1951/52 : 16e de finale
- édition 1952/53 : Les éliminatoires locales (2e tour)
- édition 1953/54 : Les éliminatoires locales (3e tour)
- édition 1954/55 : Les éliminatoires locales (2e tour)
- édition 1955/56 : Les éliminatoires locales (4e tour)

Coupe Arabe des Clubs Champions
- édition 2005/06 : 8e de finale.
- édition 2019/20 : Quarts de finale.

## Palmarès
- Coupe du Maroc (2)
  - Vainqueur :  1949/50, 2023/24
  - Finaliste :  1950/51, 2015/16

- Botola Pro2 (2)
  - Champion : 1934/35, 2003/04
  - Vice-champion : 1948/49, 1956/57

- Botola Amt1 (1)
  - Champion : 1933/34

- Botola Pro1
  - Troisième : 1949/50
  - Quatrième : 1950/51, 2004/05, 2018/19, 2022/23
  - Cinquième : 2010/11, 2023/24

## Entraîneurs
- 2006-2007 :  Alain Geiger
- déc. 2013-juin 2014 :  Youssef Fertout
- oct. 2014-mai 2015 :  Youssef Fertout
- fév. 2022-aujourd'hui:  Tarek Mostafa

## Image et identité

### Les différents noms du club
| Union Sportive de Safi |
| ---------------------- |

### Logo et couleurs

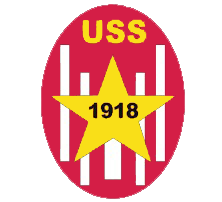
Premier logo en 1918
Logo actuel

## Sponsors
L'office chérifien des phosphates (OCP) est le Sponsor officiel de l'équipe sportives Olympique club de Safi depuis 1986.

## Équipementier sportif
Bang Sports

## Supporters
Ultras Shark (US) est le principal groupe de supporters de l'OCS. Il est créé le 17 septembre 2006. Sa mission est de suivre son équipe dans ses déplacements et à domicile, et d'animer les matchs. L'emplacement des US sur les gradins est le virage sud (Curva Arena) du Stade El Massira . Le slogan officiel est "Une ville , Un Club , Un groupe" .

## Stade du club
Le stade El Massira El Khadra (en arabe : ملعب المسيرة الخضراء) est un stade situé à Safi au Maroc et est le stade officiel de Olympique de Safi.
Il accueille les rencontres à domicile de l'équipe. Il a une capacité de 20 000 places. Il a été doté d'une pelouse synthétique en 2011.
Le stade a été construit par les autorités françaises, au temps du protectorat français au Maroc. Son nom "Al Massira" signifie "la marche" et fait référence à la Marche verte.